# Aclytia insignata
Aclytia insignata là một loài bướm đêm thuộc phân họ Arctiinae, họ Erebidae.